# Johann Friedrich von Wolffersdorff
Johann Friedrich von Wolffersdorff, auch Johann Friedrich von Wolfersdorf, (* 13. Juli 1639; † 18. August 1691 in Scherbitz) war sachsen-weimarscher Hofrat und Kammerdirektor, Assessor am Hofgericht Jena, Besitzer der Rittergüter Hennersdorf und Berga, zuletzt sächsischer Hausmarschall und Hofrat im kaiserlich freien weltlichen Stift Quedlinburg sowie Erb- und Gerichtsherr auf Scherbitz.
Er stammte aus dem vogtländischen Adelsgeschlecht von Wolffersdorff und war zweimal verheiratet. Aus beiden Ehen gingen jeweils zwei Söhne hervor, die ihren Vater überlebten.
Johann Friedrich von Wolffersdorff war ab 1677 Lehrer der Prinzen des Herzogs von Sachsen-Weimar und begleitete diese 1679 auch auf einer kurzen Auslandsreise.
Am 4. September 1683 war er unmittelbar am Zustandekommen des dreijährigen Vertrages zwischen Herzog Wilhelm Ernst und dessen Bruder Herzog Johann Ernst von Sachsen-Weimar beteiligt.
1684 wurde er als Nachfolger des Bernhard Pflug auf Posterstein zum Geheimen Rat und Hofmeister der Herzöge von Sachsen-Weimar ernannt. Bereits am 26. März 1685 legte er diese Funktion jedoch wieder nieder. Er ging nach Quedlinburg, wo er die Rechte der Ernestiner am Stift Quedlinburg als Hausmarschall und Hofrat durchzusetzen versuchte. In dieser Zeit erwarb er im Kurfürstentum Sachsen das Rittergut Scherbitz.
Sein jüngster Sohn war Carl August von Wolffersdorff (1691–1746). Ein weiterer Sohn, Hans Christoph von Wolffersdorff, erwarb 1718 als fürstlich-sachsen-weißenfelsischer Kammerjunker für 4.000 Taler das schriftsässige Rittergut Grebehna im Amt Delitzsch von seiner Muhme Anna Elisabeth Hoffmann, Pfarrerswite aus Schkeuditz.